# 曼基嫩山
曼基嫩山（英語：Mount Mankinen），是南極洲的山峰，位於維多利亞地的斯科特海岸，屬於冷藏山脈的一部分，海拔高度2,910米，美國地質調查局根據測量和該國海軍的空中照片繪入地圖，現時由南極條約體系管理。